# شركة جبل جريصة
شركة جبل جريصة هي شركة تونسية تأسست سنة 1907 لاستغلال المناجم الغنية بخام الحديد في منطقة الجريصة (ولاية الكاف). في 1949، وقبل استقلال البلاد بسنوات، كانت أول شركة تونسية والخامسة عشر في فرنسا من حيث رسملة السوق.

## التاريخ

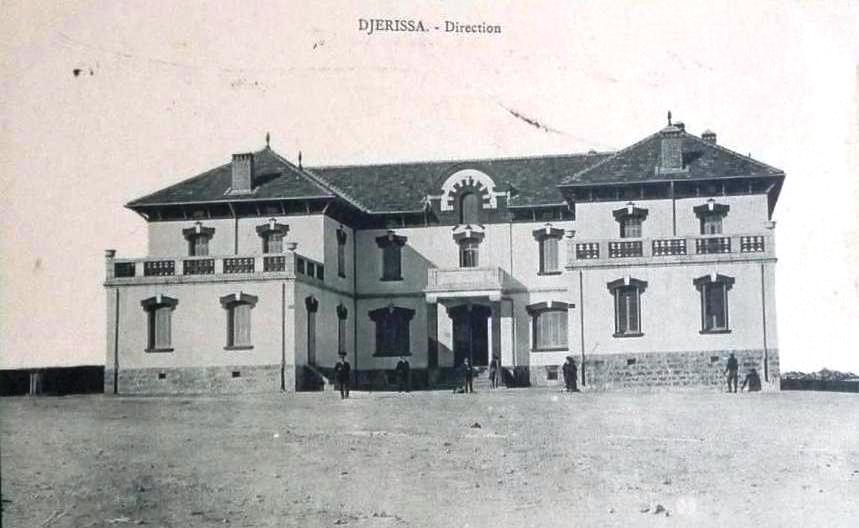
مقر شركة جبل جريصة في 1907.

تأسست شركة جبل جريصة سنة 1907، وذلك بهدف استغلال مناجم أكسيد الحديد (هيماتيت) لفائدة صناعة الفولاذ الأجنبية.

بعد الحرب العالمية الثانية، رئيس-مدير عام الشركة بين 1945 و1962 كان هنري لافون وكان في نفس الوقت مدير بنك الاتحاد الباريسي وشركة فوسفات وسكك حديد قفصة وشركة الونزة وشركة النفط الفرنسية.

في 1949، كانت أول شركة تونسية من حيث رسملة السوق.

في السنوات 1960، وبعد تأسيس مسبك الفولاذ. بدأت الشركة بتزويد منتجي الصلب المحليين. الاستنزاف التدريجي لاحتياطي الهيماتيت بأكثر من 50٪ (وهو مادة ضرورية لصناعة الحديد والصلب) أدى بالشركة لتغيير مجال صناعتها من صناعة الهيماتيت إلى صناعة السيدريت وتسويقه، ثم بعد 1978، أصبحت تهتم بتزويد سوق الإسمنت.

منذ 2003، تم إغلاق فرن صهر المعادن الفولاذ وخوصصة أربعة مصانع إسمنت من جملة ستة، حيث ارتفع إنتاج الإسمنت. إنتاج خام الحديد ارتفع من 4.5 مليون طن إلى 6.4 مليون طن في 2009. تم التصدير إلى أوروبا حوالي خمسة عشر مليون طن من كربونات الحديد لتغذية الماشية.

## روابط خارجية
- الموقع الرسمي.